# GameFan
GameFan (originalmente conhecido como Diehard GameFan) foi uma publicação iniciada por Tim Lindquist e Dave Halverson em setembro de 1992, que forneceu a cobertura de jogos eletrônicos nacionais e importados. Foi notável por seu uso extensivo de capturas de telas do jogo no design da página por causa da falta de boas capturas de tela em outras publicações dos Estados Unidos na época. A revista original cessou a publicação em dezembro de 2000. Em abril de 2010, Halverson relançou a GameFan como uma revista híbrida de jogos e filmes. No entanto, este relançamento foi de curta duração e sofria de muitos conflitos internos, com as receitas de publicidade sendo a principal delas.